# Władysław Tkaczewski

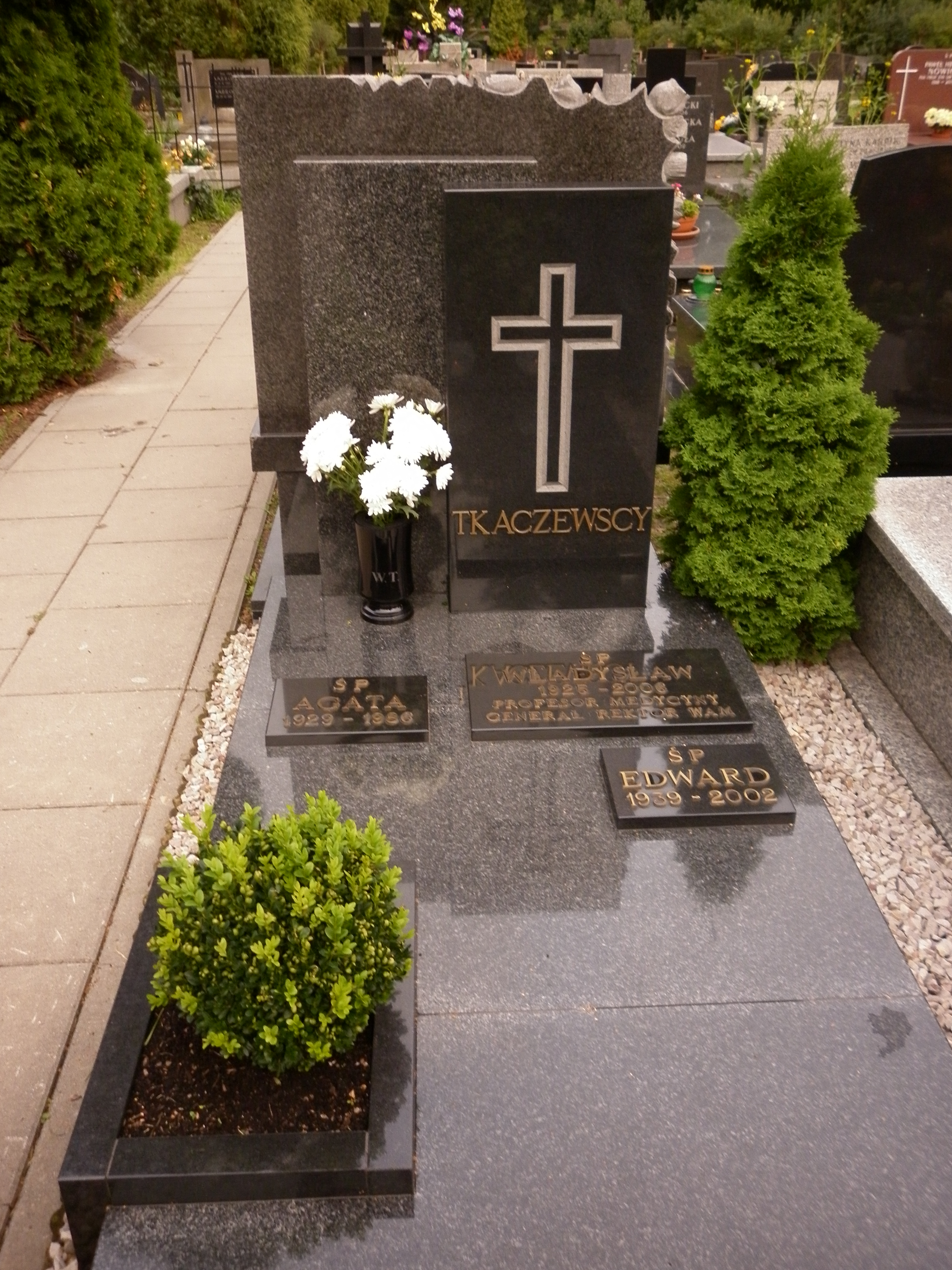
Grób Władysława Tkaczewskiego na Cmentarzu Wojskowym na Powazkach

Władysław Tkaczewski (ur. 9 marca 1925 w Semkowicach, k. Czortkowa, zm. 11 czerwca 2006 w Łodzi) – generał brygady Wojska Polskiego, profesor zwyczajny doktor habilitowany nauk medycznych (kardiolog i gastroenterolog), w latach 1981–1991 komendant-rektor Wojskowej Akademii Medycznej w Łodzi.

## Życiorys
Uczył się w Państwowym Gimnazjum im. Juliusza Słowackiego w Czortkowie do 1939, maturę zdał w 1944 na tajnych kompletach. Podczas okupacji pracował przez pewien czas jako robotnik, następnie chroniąc się przed wywiezieniem na roboty przymusowe do Niemiec uczęszczał do szkoły handlowej. Od kwietnia 1942 członek AK pseud. „Dico”. W maju 1944 wcielony do LWP i przydzielony do 6 Pułku Artylerii Lekkiej (w składzie 4 Dywizji Piechoty im. Jana Kilińskiego). W składzie tego pułku brał udział w walkach o warszawską Pragę. Jesienią 1944 został skierowany na kurs oficerski, który ukończył w listopadzie 1944 i został mianowany do stopnia podporucznika w korpusie oficerów polityczno-wychowawczych. Od kwietnia 1945 był zastępcą dowódcy dywizjonu do spraw polityczno-wychowawczych w 5 Dywizji Artylerii 1 Armii WP. W tym samym roku rozpoczął studia medyczne jako słuchacz Katedry Medycyny Wojskowej Uniwersytetu Marii Curie-Skłodowskiej w Lublinie. Od 1946 kontynuowł studia medyczne w Akademii Medycznej we Wrocławiu, gdzie w styczniu 1951 uzyskał dyplom lekarza medycyny na Wydziale Lekarskim. W latach 1951–1958 był oficerem - lekarzem, a następnie szefem służby zdrowia w  Oficerskiej Szkole Piechoty nr 1 imienia Tadeusza Kościuszki. Od 1952 pracował równolegle jako asystent i starszy asystent III Kliniki Chorób Wewnętrznych Akademii Medycznej we Wrocławiu. Specjalizację I stopnia uzyskał w 1954, a specjalizację II stopnia w zakresie chorób wewnętrznych w 1958. W 1958 wyjechał do organizowanej w Łodzi Wojskowej Akademii Medycznej, gdzie od stycznia 1959 był starszym asystentem, a następnie adiunktem w III Klinice Chorób Wewnętrznych. Od 1968 organizował od podstaw i kierował Kliniką Obserwacyjno-Zakaźną (do 1974). Jednocześnie w latach 1971-1972 był szefem Instytutu Medycyny Wewnętrznej, a w latach 1971-1974 dziekanem Wydziału Lekarskiego Wojskowej Akademii Medycznej. 
Pracę doktorską obronił w 1963, 24 kwietnia 1963 uzyskując stopień doktora nauk medycznych na Wydziale Lekarskim WAM. Stopień doktora habilitowanego uzyskał 17 lutego 1970 na podstawie całokształtu dorobku naukowego i rozprawy habilitacyjnej. 6 lutego 1975 uzyskał tytuł profesora nadzwyczajnego, a 9 kwietnia 1982 tytuł profesora zwyczajnego nauk medycznych.
W latach 1974-1995 był kierownikiem Kliniki Chorób Wewnętrznych Instytutu Medycyny Wewnętrznej WAM. Od 1974 do 1981 był prorektorem do spraw nauki i szkolenia, a od lipca 1981 do maja 1991 był rektorem WAM. Generał brygady od 24 września 1983 na podstawie uchwały Rady Państwa PRL. Nominację wręczył mu 10 października 1983 w Belwederze przewodniczący Rady Państwa prof. Henryk Jabłoński. Zawodową służbę wojskową zakończył 10 maja 1991.
Autor i współautor ponad 500 opracowań naukowych, artykułów, publikacji i referatów. Laureat Nagrody MON II stopnia w 1974 i I stopnia w 1985. W 1976 otrzymał nagrodę Polskiego Towarzystwa Lekarskiego (zespołowo), w 1979 Nagrodę miasta Łodzi, w 1987 Nagrodę I stopnia Ministra Zdrowia i Opieki Społecznej, w 1990 Nagrodę Polskiego Towarzystwa Kardiologicznego. 
Kierował specjalizacją lekarzy na I i II stopień z dziedziny chorób wewnętrznych, był promotorem 19 przewodów doktorskich, patronem 5 rozpraw habilitacyjnych i recenzentem 67 rozpraw doktorskich i habilitacyjnych. Brał udział w 65 sympozjach i 220 kongresach naukowych w kraju i za granicą. Był członkiem licznych towarzystw naukowych i rad naukowych Polskiej Akademii Nauk i Ministerstwa Obrony Narodowej. W latach był wiceprezesem 1986-1989, a w latach 1989-1992 prezesem Zarządu Głównego Towarzystwa Internistów Polskich. Był aktywnym członkiem Polskiego Towarzystwa Kardiologicznego i Polskiego Towarzystwa Lekarskiego, które w 1988 nadało mu tytuł członka honorowego.
W grudniu 1988 został doktorem honoris causa Wojskowej Akademii Medycznej im. Kirowa w Leningradzie, a we wrześniu 1998 Wojskowej Akademii Medycznej w Łodzi. W latach 1983–1988 członek Prezydium Rady Obywatelskiej Budowy Pomnika Szpitala Centrum Zdrowia Matki Polki. W październiku 1988 wpisany został do „Honorowej Księgi Czynów Żołnierskich”. Od 1991 był członkiem Związku Kombatantów Rzeczypospolitej Polskiej i Byłych Więźniów Politycznych. 
Pochowany z ceremoniałem wojskowym na Cmentarzu Wojskowym na Powązkach w Warszawie (kwatera FII-5-1). Pożegnany przez delegacje Wojska Polskiego, kolegów, wychowanków, delegacje miasta Łodzi i liczne środowiska akademickie.

## Odznaczenia
- Krzyż Srebrny Orderu Wojennego Order Virtuti Militari (1970)
- Krzyż Komandorski Orderu Odrodzenia Polski (1983)
- Krzyż Oficerski Orderu Odrodzenia Polski
- Krzyż Walecznych (1945)
- Złoty Krzyż Zasługi
- Srebrny Krzyż Zasługi
- Złoty Medal „Siły Zbrojne w Służbie Ojczyzny”
- Srebrny Medal „Siły Zbrojne w Służbie Ojczyzny”
- Brązowy Medal „Siły Zbrojne w Służbie Ojczyzny”
- Złoty Medal „Za zasługi dla obronności kraju”
- Srebrny Medal „Za Zasługi dla Obronności Kraju”
- Brązowy Medal „Za Zasługi dla Obronności Kraju”
- Medal Komisji Edukacji Narodowej (1975)
- Odznaka honorowa „Za wzorową pracę w służbie zdrowia”
- Honorowa Odznaka m. Łodzi
- Złoty Medal Alberta Schweitzera Polskiej Akademii Medycyny (1995)
- Złota Honorowa Odznaka Przyjaciół Harcerstwa (1984)
- Honorowa Odznaka Związku Inwalidów Wojennych Rzeczypospolitej Polskiej (1994)
- Odznaka „Weteran Walk o Wolność i Niepodległość Ojczyzny” (1995)
- Medal jubileuszowy „60 lat Sił Zbrojnych ZSRR”
- Odznaka tytułu honorowego „Zasłużony Lekarz PRL”
- Tytuł honorowy "Zasłużony Nauczyciel Akademicki"

## Życie prywatne
Był synem Dymitra i Marii z Sochackich. Mieszkał w Łodzi. Żonaty z Agatą z domu Szcześniak (1929-1986). Małżeństwo miało córkę.